# (37398) 2001 XY49
2001 XY49 (asteroide 37398) é um asteroide da cintura principal. Possui uma excentricidade de 0.01119810 e uma inclinação de 7.47857º.
Este asteroide foi descoberto no dia 10 de dezembro de 2001 por LINEAR em Socorro.